# بروس كالدويل (لاعب كرة قاعدة)
بروس كالدويل (بالإنجليزية: Bruce Caldwell)‏ هو لاعب كرة قدم أمريكية أمريكي، ولد في 8 فبراير 1906 في Ashton Historic District (Cumberland, Rhode Island) ‏ في الولايات المتحدة، وتوفي في 15 فبراير 1959 في ويست هيفن في الولايات المتحدة.

## وصلات خارجية
- بروس كالدويل على موقعبيزبول رفرنس.كوم (الدوري الرئيسي) (الإنجليزية)
- بروس كالدويل على موقعبيزبول رفرنس.كوم (الدوري الثانوي) (الإنجليزية)
- بروس كالدويل على موقع جمعية أبحاث البيسبول الأمريكية (الإنجليزية)
- بروس كالدويل على موقع مرجع كرة القدم المحترفة.كوم (الإنجليزية)